# Hiroyuki Omata
Hiroyuki Omata (尾亦　弘友希 Omata Hiroyuki, Tóquio, 1 de Setembro de 1983) é um ex-futebolista do Japão que jogava como defensor.